# Clase Osa
La Clase Osa  es la designación OTAN para un grupo de buques rápidos de ataque desarrollados para la marina soviética a principios de los  1960s. La designación soviética era Project 205 (Проект 205) Project 205U (Проект 205У) Tsunami Estos aparatos fueron probablemente la clase de lanchas lanzamisiles más numerosa construidas jamás con más de 400 construidos para los soviéticos y para ser exportados a sus aliados. Dos variantes principales fueron construidas: La Osa 1 (Proyecto 205) que tenía los misiles guardados en configuración de caja la Osa 2 (205U) la cual tenía contenedores de misiles cilíndricos "Osa" significa "avispa" en idioma ruso, pero no es un nombre oficial.

## Orígenes
Estos barcos lanzamisiles fueron diseñados para ser mucho mejores que la previa Clase Komar (Proyecto 183R) 

## Proyecto
Los buques OSA eran mucho más grandes que la Clase  'Komar'  , con una masa  4 veces mayor y tripulación de 13 . Todavía permanecía en los parámetros de barcos mínimos para las tareas planeadas .  

## Servicio en combate
Estas lanchas lanzamisiles vieron la acción en la Guerra de los Seis Días, guerra de Yom Kipur, y la Guerra Indo-Pakistaní de 1971. La Marina israelí hundió una lancha siria Clase Osa durante la Batalla de Latakia, mientras, en contraste, la Marina India fue menos exitosa contra la Marina de Pakistán en su Operación Tridente (Guerra Indo-Pakistaní). Las Osas fueron usadas también en la Guerra Irak-Irán con muchas pérdidas especialmente en una sola batalla en 1980 en que muchas fueron destruidas por F-4s con misiles  AGM-65s. Esta batalla ocurrió el  29 de noviembre de 1980 y la Armada Irakí sufrió graves daños.

## Barcos
Aproximadamente 175 lanchas Osa 1 y 114 lanchas Osa 2 fueron construidas para la marina soviética, la última de ellas puesta fuera de servicio en 1990 en la flota soviética principal. Dentro de los países postsoviéticos, todavía hay una de ellas en servicio en la Armada de Azerbaiyán y dos con las Fuerzas Navales Letonas

### Osa I
- Armada de Benín  2 lanchas en 1979
- Armada de Bangladés - 5 lanchas
- Armada de Croacia  - 1 lancha, fuera de servicio en 1990s.
- Marina del Ejército Popular de Liberación - las produjo en un número no determinado.
- Marina egipcia - I remanente de  10  entregadas en los 1970s.
- Volksmarine -1990
- Marina india - 1990
- Fuerzas Armadas de Letonia - Lanchas de Alemania Oriental
- Armada de Corea del Norte Corea del Norte 73
- Armada de la República de Polonia - 2006
- Armada rumana - 2004
- Armada de Siria - 8 lanchas
- Armada de Yugoslavia - 10 lanchas
- Armada de Montenegro - Sin lanzadores de misiles
- Armada Soviética

### Osa II

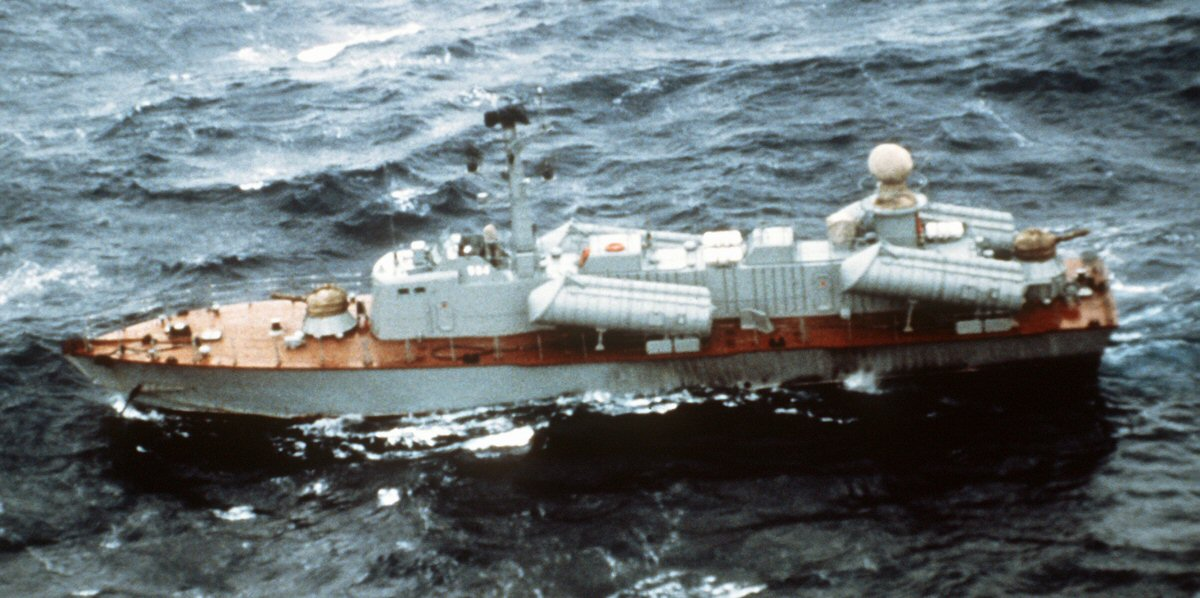
Lancha Osa II (Project 205U).

- Armada Nacional Argelina - 8 lanchas transferidas en 1978
- Armada de Angola - 83
- Armada de Bulgaria - 3
- Fuerzas Armadas Revolucionarias de Cuba - 13
- Marina egipcia - 5 compradas a Serbia y Montenegro en 2006
- Armada de Eritrea - 5
- Armada Finlandesa - 75, conocidas como Clase Tuima. Fuera de servicio en 2003 y vendidas a la marina egipcia.
- Marina india - 2003
- Armada de Libia - 12
- Armada de Somalia - 2
- Armada de Siria - 12  Hundidos por Israel en 2024
- Armada de Vietnam - 8
- Armada de Yemen - 8
- Armada Soviética